# الشباشبة
بني شبيب قرية سعودية، تتبع محافظة ميسان بمنطقة مكة المكرمة. تقع في جنوب غرب مدينة الطائف بمسافة (120 ) كم.